# Raúl Cruselles
Pascual Raúl Cruselles Valls, noto semplicemente come Raúl (Alcanar, 4 novembre 1968) è un ex calciatore spagnolo.
Con il Castellón vinse il campionato di Segunda División nel 1989.

## Palmarès

### Competizioni nazionali
- Segunda División (Spagna): 1

Castellón: 1988-1989